# Ralph Peterson Jr
Ralph Peterson Jr, né le 20 mai 1962 à Pleasantville (New Jersey) et mort le 1er mars 2021 à North Dartmouth (Massachusetts), est un batteur, trompettiste, cornettiste et chef d’orchestre américain de modern jazz.
Issu d’une famille de musiciens, il commence très tôt les percussions et se forme à la trompette au sein de groupes de funk locaux. Il étudie à la Rutgers University, puis entame sa carrière professionnelle comme second batteur au sein des Jazz Messengers d’Art Blakey.
Durant les années 1980 et 1990, il joue avec de nombreux musiciens majeurs du jazz contemporain, dont Terence Blanchard, Branford Marsalis, David Murray, Roy Hargrove, Steve Coleman et Betty Carter. Il développe en parallèle plusieurs projets personnels, notamment les formations Triangular, Fo’tet et Hip Pocket.
En 2020, il reçoit la distinction "Rising Star" dans la catégorie big band au DownBeat Critics Poll, avec son ensemble Gen-Next Big Band. Il enseigne également le jazz à l’University of the Arts de Philadelphie.